# Daniel Alberto Díaz
Daniel Alberto Díaz, genannt „Cata“ Díaz (* 13. Juli 1979 in Catamarca) ist ein argentinischer Fußballspieler, der bei CF Fuenlabrada unter Vertrag steht.

## Spielerkarriere

### National
Seinen Spitznamen „Cata“ verdankt er seiner argentinischen Heimatstadt Catamarca. 1997, im Alter von 18 Jahren, wechselte er zum Nachwuchs-Team des argentinischen Traditionsclubs Rosario Central, für dessen erste Mannschaft er von 2000 bis 2003 drei Jahre lang spielte. Im Jahr 2003 wagte er schließlich das erste Mal den Schritt ins Ausland. Trotz eines Stammplatzes beim mexikanischen Club Cruz Azul kehrte er nur ein Jahr später nach Argentinien zurück. Unter Trainer Alfio Basile wurde er Kapitän bei Colón de Santa Fe.
Für drei Millionen Dollar wechselte er erneut nach nur einem Jahr 2005 zu den Boca Juniors, mit denen er in nur zwei Jahren fünf Titel holen konnte. Dank seiner starken Leistungen bei Boca wurde er 2007 für vier Millionen Euro vom spanischen Erstligisten FC Getafe verpflichtet. Beim madrilenischen Vorstadtklub konnte er auf Anhieb überzeugen und absolvierte in den folgenden fünf Jahren 165 Erstligaspiele. Zur Saison 2012/13 wechselte er zu Atlético Madrid. Nach einem Jahr kehrte Díaz zu den Boca Juniors zurück.

### International
Bei der Copa América 2007 in Venezuela war er Bestandteil des argentinischen Kaders, berufen von seinem Ex-Coach Alfio Basile.

## Titel
- Copa Libertadores: 2007  – Boca Juniors
- Copa Sudamericana: 2005 – Boca Juniors
- Recopa Sudamericana: 2005 – Boca Juniors
- Argentinischer Meister: Apertura 2005; Clausura 2006; 2015 – Boca Juniors
- Argentinischer Pokal: 2015 – Boca Juniors